# Musée vivant du chemin de fer
Le musée vivant du chemin de fer, géré par l'Association de jeunes pour l'entretien et la conservation des trains d'autrefois (AJECTA), est situé dans l'ancien dépôt de locomotives de Longueville, à proximité de la gare SNCF, dans le département de Seine-et-Marne en région Île-de-France.

## Historique
Dès son installation dans le dépôt en 1971, l'AJECTA y présente son matériel. Au fil du temps et des acquisitions et restauration, le  dépôt devient un musée. Il bénéficie des travaux de restauration de la rotonde, réalisés par tranches, et soutenus notamment par la fondation du Patrimoine. Le 19 juin 2008, a lieu l'inauguration du chantier des façades arrière de la rotonde ferroviaire de Longueville.

## Caractéristiques

### Ouverture
Le musée est ouvert toute l'année pour les individuels et les groupes, de 10h30 à 17h30, tous les jours sauf les lundis et mardis. Des visites guidées sont possibles pendant les périodes d'ouverture et pour les groupes sur rendez-vous.

### Festivités et manifestations
Les « Journées Vapeurs » de l'AJECTA sont créées en 1980. Elles furent d'abord organisées sous l'appellation Journées Portes Ouvertes, chaque premier dimanche d'octobre, et depuis leurs créations, lors des Journées européennes du patrimoine, ces journées permettent au public de visiter la rotonde du dépôt-musée de Longueville et sa collection de matériel roulant dont des locomotives à vapeur en chauffe, ainsi que de pouvoir observer les différents travaux réalisés par l'association sur le matériel et les installations du dépôt. Pendant ces journées, l'AJECTA organise également des trains spéciaux en traction vapeur accessibles au public, entre Longueville et Viilliers-Saint-Georges via Provins.
Le 29 avril 1984, en collaboration avec l'AJECTA et l'International Ferroviaire Club (IFC), un « Festival Vapeur » était organisé au dépôt de Longueville, avec la mise en route d'un train remorqué par la 140 C 231 sur un trajet aller-retour entre Provins et Flamboin-Gouaix, ainsi que d'une circulation en double traction avec la 230 G 353 (Pacific Vapeur Club), pour un trajet aller-retour entre les gares de Longueville et de Provins.

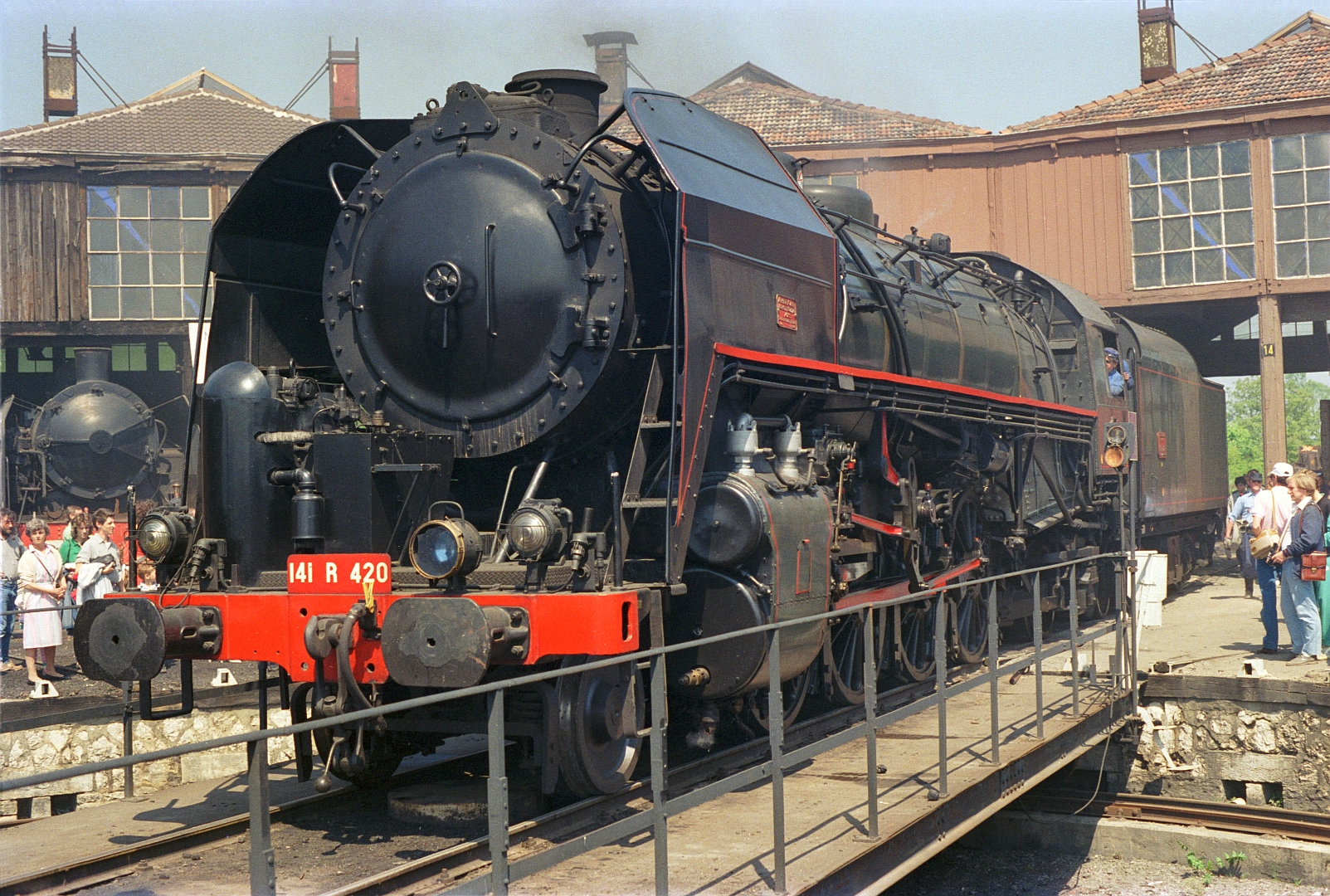
La 141 R 420 lors de sa venue au dépôt de Longueville pour le centenaire de la 030 « Rimaucourt », le 24 mai 1987.

Pour le centenaire de la locomotive 030T « Rimaucourt », l'AJECTA a organisé le 24 mai 1987 une journée spéciale au dépôt de Longueville. En matinée, un train remorqué par la 141 R 420 (Train à Vapeur d'Auvergne) fut mis en route sur l'itinéraire Paris-Gare-de-Lyon, Juvisy, Melun, Montereau, Flamboin-Gouaix et Longueville. Diverses démonstrations eurent lieu durant cette journée, avec dans l'après-midi la circulation d'un train remorqué par la 140 C 231 sur un parcours aller-retour entre Longueville et Nogent-sur-Seine. En fin de journée, le train spécial remorqué par la 141 R 420 (Train à Vapeur d'Auvergne) retourna vers la capitale par la ligne 4, pour enfin rejoindre Paris-Gare-de-Lyon par la Petite Ceinture Est depuis le raccordement de l'Évangile.
À l'occasion de la fête des 20 ans de l'AJECTA et des 80 ans du dépôt de Longueville les 12 et 13 octobre 1991, la 231 K 8 (Matériel Ferroviaire Patrimoine National) assura le dimanche 13 un train spécial vers Longueville depuis Paris-Gare-de-Lyon via Montereau et Flamboin-Gouaix. Ce jour-là fut également pour la Pacific celui de son premier train spécial en région parisienne depuis l'achèvement de sa restauration. La 230 G 353 (Pacific Vapeur Club) était également présente à Longueville durant ce week-end, où elle assura en alternance mais aussi en double traction avec la 140 C 231, l'acheminement des trains mis en route pendant ces deux jours entre les gares de Longueville et de Provins.
Pendant les Journées européennes du patrimoine des 17 et 18 septembre 2011 et pour célébrer les 100 ans de la rotonde de Longueville, l'AJECTA a organisé une manifestation exceptionnelle qui a rassemblé simultanément huit locomotives à vapeur dont six appartenant à des associations invitées, étaient présentées en chauffe. Plusieurs trains spéciaux furent organisés sur ces deux jours, depuis la gare de l'Est mais également entre Longueville et Provins ainsi qu'entre Longueville et Romilly-sur-Seine. Un train de marchandises en traction vapeur fut même mis en route pour un trajet aller et retour entre Flamboin-Gouaix et Verneuil-l'Étang. Des locomotives diesel historiques étaient également présentes.
Locomotives à vapeur présentes en 2011 :
- 020T Cockerill no 2 bis (1896) dite "Suzanne" de l'AJECTA.
- 030T Tigerli no 2538 (1915) du Coni’fer.
- 141 TB 407 (1913) de l'AJECTA.
- 141 TD 740 (1932) du Conservatoire Ferroviaire Territoires Limousin Périgord (Train à vapeur en Limousin).
- 141 R 420 (1946) du Train à Vapeur d'Auvergne.
- 141 R 840 (1946) de l'AAATV Centre Val-de-Loire.
- 141 R 1126 (1946) du Train Historique de Toulouse.
- 020+020T Mallet no 10416 (1911) du Train Thur Doller Alsace.

Les 6, 7 et 8 mai 2023, a eu lieu une imposante manifestation appelée « Festival Vapeur 2023 ». Dix locomotives à vapeur, dont sept appartenant à des associations invitées, étaient présentées en chauffe et ont assuré, durant ce long week-end, la traction de plusieurs trains spéciaux accessibles au public, entre les gares de Longueville, Villiers-Saint-Georges, Romilly-sur-Seine et Montereau. À la fin de chaque journée, un train de locomotives à vapeur était organisé pour les photographes et vidéastes, entre les gares de Longueville et de Flamboin-Gouaix. Quatre autorails, quatre locomotives diesel, six locomotives électriques, la voiture cinéma SCC 065 ainsi que la rame TGV Sud-Est no 16, furent également invités à participer à ce festival. La rotonde du dépôt-musée de l'AJECTA, qui abritait des stands d'associations et de brocante ferroviaire, était également ouverte au public.
Locomotives à vapeur présentes en 2023 :
- 020T Cockerill (1896) no 2 bis dite "Suzanne" de l'AJECTA.
- 141 TB 407 (1913) de l'AJECTA.
- 141 TD 740 (1932) du Conservatoire Ferroviaire Territoires Limousin Périgord (Train à vapeur en Limousin).
- 140 C 27 (1917) du "Groupement d'aide au développement des exploitations ferroviaires touristiques" (G.A.D.E.F.T.).
- 140 C 38 (1919) du Conservatoire Ferroviaire Territoires Limousin Périgord (Train à vapeur en Limousin).
- 140 C 231 (1917) de l'AJECTA.
- 141 R 840 (1946) de l'AAATV Centre Val-de-Loire.
- 141 R 1126 (1946) du Train Historique de Toulouse.
- 241 P 17 (1947) du Chemins de Fer du Creusot.
- 020+020T Mallet no 10416 (1911) du Train Thur Doller Alsace.

Locomotives diesel présentes en 2023 :
- BB 66304 du Train Historique de Toulouse.
- BB 69421 du Conservatoire Ferroviaire Territoires Limousin Périgord (Train à vapeur en Limousin).
- A1AA1A 68081 de la SNCF.
- A1AA1A 68540 de l'AAATV Centre Val-de-Loire.
- CC 72084 de la SNCF.

Locomotives électriques présentes (en exposition statique) en 2023 :
- BB 25188 de l'Association pour la Préservation du Matériel Ferroviaire Savoyard.
- BB 25236 de la SNCF.
- BB 25660 de l'Association pour la Préservation de la CC 6570.
- BB 7398 du Train Historique de Toulouse.
- CC 6558 de l'Association pour la Préservation du Matériel Ferroviaire Savoyard.
- CC 6570 de l'Association pour la Préservation de la CC 6570.

Le musée sert à l'occasion de lieu de tournage pour des scènes historiques de films.

## Les collections
Les listes suivantes ne sont pas exhaustives et devront être complétées ou actualisées au fil du temps (dernière actualisation en juin 2024) :

### Locomotives à vapeur
Depuis les premières acquisitions des 130 B 476 et 040 TA 137 en 1971 jusqu'à la 241 P 30 arrivée en 2019, le musée vivant du chemin de fer de Longueville rassemble la plus importante collection de locomotives à vapeur à voie normale, qu'une association créée par des amateurs des chemins de fer français ait pu constituer.
| Locomotives                       | Constructeurs / No      | Année | Origine et informations techniques | État actuel                                         | Photo           |
| --------------------------------- | ----------------------- | ----- | --- | --------------------------------------------------- | --------------- |
| 020T - no 2 bis                   | Cockerill / no 1930     | 1896  | Ex-Cimenterie de Dannes Camiers. 4,6 m, 19,5 t en ordre de marche, vitesse maximum : 40 km/h (110 cv). Timbre chaudière : 12 kg/cm². Capacité de la soute à charbon : 650 kg. Capacité de la soute à eau : 3 200 L (3,2 m3). Distribution : Walschaerts à tiroirs plans.                                                                                           | Opérationnelle                                      | 020T Cockerill  |
| 020T - no 105                     | Corpet-Louvet / no 1548 | 1918  | Ex-Tréfilerie de Fourchambault. | Hors service (exposée statiquement).                | 020T Corpet     |
| 030 TU no 22                      | Davenport / no 2532     | 1943  | Ex-USA / TC no 4383, ex-SNCF (Longueau). 9,15 m, 46,5 t en ordre de marche, vitesse maximum : 50 km/h. Timbre chaudière : 14,5 kg/cm². Capacité de la soute à charbon : 1,2 t. Capacité de la soute à eau : 0 000 L (0,0 m3). Distribution : Walschaerts à tiroirs cylindriques.                                                                                   | Hors service (partiellement démontée).              | 030 TU 22       |
| 030T no 3032                      | Ernest Goüin & Cie      | 1887  | Ex-CFE Gudmont-Rimaucourt, ex-Sucrerie de Nangis. Classé MH (1987) 8,3 m, 22 t (27,5 t en ordre de marche), vitesse maximum : 00 km/h. Timbre chaudière : 00 kg/cm². Capacité de la soute à charbon : 0,0 t. Capacité de la soute à eau : 0 000 L (0,0 m3). Distribution : Stephenson à tiroirs plans.                                                             | Hors service (exposée statiquement).                | 030T Rimaucourt |
| 030T no 3467                      | Schneider / no 3467     | 1920  | Ex-mines de La Houve, ex-Port de Givet. 00,00 m, 32,5 t (42 t en ordre de marche), vitesse maximum : 00 km/h. Timbre chaudière : 00 kg/cm². Capacité de la soute à charbon : 0,0 t. Capacité de la soute à eau : 0 000 L (0,0 m3). Distribution : Stephenson à tiroirs plans.                                                                                      | Hors service (exposée statiquement).                | 030T 3467       |
| 040 TA 137                        | ANF Blanc-Misseron      | 1922  | Ex-État, ex-SNCF (Le Mans). Classé MH (1988) 10,86 m, 62,8 t en ordre de marche, vitesse maximum : 50 km/h. Timbre chaudière : 12 kg/cm². Capacité de la soute à charbon : 3 t. Capacité de la soute à eau : 7 000 L (7 m3). Distribution : Walschaerts à tiroirs plans.                                                                                           | Hors service (exposée statiquement).                | 040 TA 137      |
| 130 B 348                         | Ateliers d'Epernay      | 1922  | Ex-Cie de l'Est, ex-SNCF, ex-CFTA (Gray). 00,00 m, 00,0 t (00,00 t en ordre de marche), vitesse maximum : 70 km/h (1000 cv). Timbre chaudière : 14 kg/cm². Capacité de la soute à charbon (Tender) : 0,0 t. Capacité de la soute à eau (Tender) : 0 000 L (0,0 m3).                                                                                                | Hors service (exposée statiquement).                | 130 B 348       |
| 130 B 476                         | Ateliers d'Epernay      | 1922  | Ex-Cie de l'Est, ex-SNCF, ex-CFTA (Gray). Classé MH (1988) 16 m, 00,0 t (00,00 t en ordre de marche), vitesse maximum : 80 km/h (1000 cv). Timbre chaudière : 14 kg/cm². Capacité de la soute à charbon (Tender) : 5 t. Capacité de la soute à eau (Tender) : 13 000 L (13 m3).                                                                                    | Hors service (exposée statiquement).                | 130 B 476       |
| 040 no 4853                       | Société J.F Cail & Cie  | 1866  | Ex-Cie du Nord, ex-Sucrerie de Vaumoise. Classé MH (1988) 00,00 m, 00,0 t (59 t en ordre de marche), vitesse maximum : 50 km/h (800 cv). Timbre chaudière : 8,5 kg/cm². Capacité de la soute à charbon (Tender) : 3,5 t. Capacité de la soute à eau (Tender) : 8 000 L (8 m3). Distribution : Stephenson à tiroirs plans.                                          | Hors service (exposée statiquement).                | 040 Nord        |
| 140 C 231                         | North British           | 1916  | Ex-État, ex-SNCF (Chaumont). Classé MH (2003) 19 m, 68 t (77,4 t en ordre de marche), vitesse maximum : 80 km/h (1400 cv). Timbre chaudière : 14 kg/cm². Capacité de la soute à charbon (Tender) : 5 t. Capacité de la soute à eau (Tender) : 18 000 L (18 m3). Distribution : Walschaerts à tiroirs cylindriques.                                                 | Opérationnelle                                      | 140 C 231       |
| 141 TB 407                        | ANF Blanc-Misseron      | 1913  | Ex-Cie de l'Est, ex-SNCF (Nogent-Vincennes), ex-CFTA Provins. Classé MH (1988) 13,74 m, 71,7 t (92 t en ordre de marche), vitesse maximum : 90 km/h (1200 cv). Timbre chaudière : 16 kg/cm². Capacité de la soute à charbon : 3,5 t. Capacité de la soute à eau : 7 500 L (7,5 m3). Distribution : Walschaerts à tiroirs cylindriques.                             | Opérationnelle                                      | 141 TB 407      |
| 141 TC 19                         | Fives-Lille             | 1922  | Ex-État, ex-SNCF (Batignolles), ex-CFTA Guingamp. Classé MH (1990) Distribution : Walschaerts à tiroirs cylindriques. | Hors service (exposée statiquement).                | 141 TC 19       |
| 230 D 116                         | Henschel                | 1911  | Ex-Cie du Nord, ex-SNCF. Classé MH (2021) 19,5 m, 64,5 t (70,2 t en ordre de marche), vitesse maximum : 115 km/h (1590 cv). Timbre chaudière : 16 kg/cm². Capacité de la soute à charbon (Tender) : 6 t. Capacité de la soute à eau (Tender) : 23 000 L (23 m3). Distribution : Walschaerts à tiroirs cylindriques.                                                | Hors service (exposée statiquement).                | 230 D 116       |
| 241 P 30 (et son tender 34-P-272) | Schneider au Creusot    | 1951  | Ex-SNCF (Le Mans). Stationnée en Suisse de 1972 à 2019 revenue en France en Juin 2019. 27,11 m, 120 t (131,4 t en ordre de marche), vitesse maximum : 120 km/h (4000 cv). Timbre chaudière : 20 kg/cm². Capacité de la soute à charbon (Tender) : 12 t. Capacité de la soute à eau (Tender) : 34 000 L (34 m3). Distribution : Walschaerts à tiroirs cylindriques. | Hors service (en cours de restauration cosmétique). | 241 P 30        |

### Locomotives et locotracteurs diesel
| Locomotives   | Constructeurs / No                                                                                      | Année | Origine et informations techniques | État actuel                                                | Photo            |
| ------------- | --- | ----- | --- | ---------------------------------------------------------- | ---------------- |
| AE 104        | Schneider / no 485                                                                                      | 1928  | Ex-usine Schneider-Westinghouse (SW) de Champagne-sur-Seine. |                                                            | AE 104 Schneider |
| T 106         | Baudet, Donon et Roussel (BDR) / no 548                                                                 | 1956  | Ex-port de Givet. |                                                            | T 106 BDR        |
| T 931         | CAFL / CEM                                                                                              | 1955  | Ex-centrale thermique de Porcheville 7,33 m, 36 t, vitesse maximum : 30 km/h Motorisation : SSCM Poyaud à 6 cylindres en ligne                                                                                     |                                                            | T 931 CAFL / CEM |
| Y 2507        | Decauville                                                                                              | 1969  | Don de l'association Code 66. 7,18 m, 16,6 t, vitesse limite (petit/grand régime) : 14,8/50 km/h Motorisation : Dieselair Agrom 6r à 6 cylindres en ligne refroidi par air de 54 ch (40 kW) Radié le 1er mars 1994 | Opérationnel                                               | Y 2507           |
| Y 6571        | De Dietrich                                                                                             | 1957  | Ex-SNCF (ateliers de Romilly) 8,9 m, 32 t, vitesse maximale (petit/grand régime) : 20 / 60 km/h Moteur : SSCM Poyaud 6PDT à 6 cylindres en ligne de 160 ch (118 kW) Radié le 13 août 1991                          | Opérationnel                                               | Y 6571           |
| BB 63855      | Brissonneau et Lotz                                                                                     | 1964  | SNCF dépôt de Tours-St Pierre (confiée à l'AJECTA par convention) 14,68 m, 68 t, vitesse maximum : 90 km/h Motorisation : SACM MGO V12SH à 12 cylindres en V de 825 ch (607 KW) Radié le 1 janvier 2010            | Hors-service (depuis 2019 à la suite d'une avarie moteur). | BB 63855         |
| A1A A1A 68506 | Compagnie des Ateliers et Forges de la Loire (CAFL), la Cie Électro-Mécanique (CEM) et Fives-Lille-Cail | 1965  | SNCF dépôt de Chalindrey (confiée à l'AJECTA par convention) 18 m, 105 t, vitesse maximum : 130 km/h Motorisation : SACM AGO V12DHSR à 12 cylindres de en V de 2250 ch Radié le 15 septembre 2003                  | Hors service (en cours de restauration complète).          | A1A A1A 68506    |

### Locomotive électrique
| Locomotive | Constructeurs et date     | Origine et informations techniques | État actuel                          | Photo |
| ---------- | ------------------------- | --- | ------------------------------------ | ----- |
| BB 12114   | SFAC - SW - Jeumont, 1960 | Provient de la réserve de la Cité du train - Patrimoine SNCF (à Mohon), confiée à l'association sous convention depuis janvier 2024. 15,2 m, 81,3 t, vitesse maximum : 120 km/h (3358 ch - 2470 kW) Tension : 25 kV 50 Hz Radiée le 1er avril 1999 Surnom de la série : fer à repasser | Hors service (exposée statiquement). |       |

### Voitures à voyageurs
| Voitures | Constructeur et date                                                                                | Origine et informations techniques | État actuel                                             | Photo |
| --- | --------------------------------------------------------------------------------------------------- | --- | ------------------------------------------------------- | ----- |
| Pullman no 4024 type Flèche d'Or | Metropolitan Carriage, Wagons and Finace Company Ltd, 1926                                          | Classé MH (1993) | Opérationnelle                                          |       |
| Pullman Wpc no 4038 type Flèche d'Or | Compagnie Générale de Construction, 1927                                                            | Classé MH (1993) | Opérationnelle                                          |       |
| Pullman no 4155 type Côte d'Azur | Établissements Industrielles Charentaises, 1929                                                     | Cette voiture est apte à circuler sur le réseau national Classé MH (1993)                                                                                                | Opérationnelle                                          |       |
| CIWL voiture restaurant no 4207 | Ateliers métallurgiques de Nivelles (Belgique), 1940                                                | Cette voiture est apte à circuler sur le réseau national Classé MH (1993)                                                                                                | Opérationnelle                                          |       |
| CIWL voiture restaurant no 4210 | Ateliers métallurgiques de Nivelles (Belgique), 1940                                                | | Hors service (en attente d'une restauration complète).  |       |
| CIWL voiture-lits Lx 16 no 3519 | Établissements Industrielles Charentaises, 1929                                                     | Classé MH (1993) | Hors service (en attente d'une restauration complète).  |       |
| CIWL voiture-lits YUb no 3815 | Ateliers métallurgiques de Nivelles (Belgique), 1939                                                | | Hors service (en attente d'une restauration complète).  |       |
| CIWL voiture-lits YTb no 3903 | Ateliers métallurgiques de Nivelles (Belgique), 1949                                                | | Hors service (en attente d'une restauration complète).  |       |
| CIWL voiture-lits YUb no 3927 | Ateliers métallurgiques de Nivelles (Belgique), 1949                                                | Cette voiture n'est plus dans les collections de l'association. Classé MH (1993)                                                                                         | Hors service                                            |       |
| CIWL voiture-lits type Z no 3662 | L'Officine Meccaniche Regginne SpA (Italie), 1930                                                   | Classé MH (1995) |                                                         |       |
| PLM voiture lits-salon A4L2g2yi no 10 | Compagnie Française de Matériel de Chemin de Fer, 1909                                              | Classé MH (2010) | Hors service (en attente d'une restauration complète).  |       |
| PLM voiture lits-salon A2 c2 L3g2 myfi no 181 | Ateliers de Construction du Nord de la France, 1924/25.                                             | Classé MH (1991) | Hors service (en attente d'une restauration complète).  |       |
| PLM A7c7 myfi no 5315 | Desouches & David, 1911                                                                             | Cette voiture est apte à circuler sur le réseau national Classé MH (1991)                                                                                                | Opérationnelle                                          |       |
| PLM OCEM B9c5 yfi no 5805 | Decauville, 1935                                                                                    | Classé MH (1991) | Opérationnelle                                          |       |
| PLM A8 yfi no 561 | De Dietrich & Cie, 1929                                                                             | Classé MH (1991) | Hors service (en attente d'une restauration complète).  |       |
| PLM A8 yfi no 613 | De Dietrich, 1933                                                                                   | Classé MH (1991) | Hors service (en attente d'une restauration complète).  |       |
| PLM A12/2 c12/2 yfi no 582 | Decauville, 1936                                                                                    | Classé MH (1991) | Hors service (en état de présentation).                 |       |
| PO-Midi OCEM A3B5 yfi no 3474 | Soulé, 1931                                                                                         | Cette voiture est apte à circuler sur le réseau national Classé MH (1991)                                                                                                | Hors service (en cours de restauration complète).       |       |
| PO-Midi OCEM C10 yfi no 11310 | Société Franco-Belge, 1932                                                                          | Classé MH (1991) | Hors service (en cours de restauration complète).       |       |
| État OCEM C10c4 yfi no 19200 | Établissements Industrielles Charentaises, 1938                                                     | Classé MH (1991) | Hors service (en attente d'une restauration complète).  |       |
| Est A3B4E zyfi no 3451 | Société Lorraine des Anciens Établissements De Dietrich, 1932                                       | Cette voiture est apte à circuler sur le réseau national Classé MH (1991)                                                                                                | Opérationnelle                                          |       |
| Est B4 D myi no 5219 | Société Lorraine des anciens Établissements de Dietrich et Cie, 1929                                | Classé MH (1991) | Hors service (en état de présentation).                 |       |
| Est B9 myfi no 5081 | Société Lorraine des anciens Établissements de Dietrich et Cie, 1932                                | Classé MH (1991) | Hors service (en attente d'une restauration complète).  |       |
| Est C6t no 15627 | Ateliers de la Villette, 1903                                                                       | Classé MH | Hors service (en attente d'une restauration complète).  |       |
| Nord A3B4 ty no 20004 | Société Lorraine des anciens Établissements de Dietrich et Cie, 1908                                | | Hors service (en attente d'une restauration complète).  |       |
| Nord A3B4 ty no 20005 | Société Lorraine des anciens Établissements de Dietrich et Cie, 1908                                | Classé MH (1987) | Hors service (en attente d'une restauration complète).  |       |
| Nord B8 tyf no 26046 | Compagnie Générale de Construction, 1908                                                            | | Hors service (en attente d'une restauration complète).  |       |
| Nord B8 tyf no 26068 | Buire, 1909                                                                                         | Classé MH (1987) | Hors service (en attente d'une restauration complète).  |       |
| Nord C8 tyf no 20062 | Société Gustave Carde & Fils et Cie, 1909                                                           | Classé MH (1987) | Hors service (en attente d'une restauration complète).  |       |
| État/Ouest A no 37 | Constructeur inconnu, 1860                                                                          | Voiture entièrement reconstruite en 1937 sur base d'une voiture de 1er classe de 1860. Elle constitue l'une des trois voitures de la rame histoire dite "Saint-Germain". | Opérationnelle                                          |       |
| État/Ouest B no 103 | Constructeur inconnu, 1860                                                                          | Voiture entièrement reconstruite en 1937 sur base d'une voiture de 2e classe de 1860. Elle constitue l'une des trois voitures de la rame histoire dite "Saint-Germain".  | Opérationnelle                                          |       |
| État/Ouest C no 6923 | Constructeur inconnu, 1860                                                                          | Voiture entièrement reconstruite en 1937 sur base d'une voiture de 3e classe de 1860. Elle constitue l'une des trois voitures de la rame histoire dite "Saint-Germain".  | Opérationnelle                                          |       |
| 7 voitures OCEM « Talbot » : BDt myfp no 38265, Bt myfp no 38099, Bt myfp no 38188, BDts myfp no 38069, Bt myfp no 38110, Bt myfp no 38173 et At myfp no 31971 | Constructeurs Établissements Industrielles Charentaises & Waggonfabrik Talbot : entre 1929 et 1932. | Classé MH (1988) | Hors services (en attente d'une restauration complète). |       |

### Voitures postales et fourgons
| Voitures/fourgons                      | Constructeurs et date                                   | Origine et informations techniques                                 | État actuel                                            | Photo                                    |
| -------------------------------------- | ------------------------------------------------------- | ------------------------------------------------------------------ | ------------------------------------------------------ | ---------------------------------------- |
| Voiture postale OCEM PEyi no 45706     | Carel & Fouché, 1926                                    |                                                                    | Opérationnelle                                         |                                          |
| Voiture postale AL. OCEM Patf no 41056 | De Dietrich, 1933                                       | Cette voiture est apte à circuler sur le réseau national Classé MH | Opérationnelle                                         |                                          |
| Voiture postale Nord PA no 217         | De Dietrich, 1896                                       | Classé MH (1998)                                                   | Hors service (en attente d'une restauration complète). |                                          |
| Voiture postale Ouest PE no 326        | Ateliers de la Compagnie de l'Ouest, 1898               | Classé MH (1998)                                                   | Opérationnel                                           | L'allège postale PE 326 Ouest restaurée. |
| Fourgon AL. OCEM D no 19762            | De Dietrich, 1929                                       | Ex-Du-27765                                                        | Hors service (en attente d'une restauration complète). |                                          |
| Fourgon CIWL no 1270                   | Metropolitan Carriage Wagon & Finance Company Ldt, 1927 | Classé MH (1993)                                                   | Hors service (en attente d'une restauration complète). |                                          |
| Fourgon Est no 2664                    | Constructeur et date inconnus                           |                                                                    |                                                        |                                          |
| Fourgon État OCEM 1929 no 27140        | Vereinigte Westdeusche Waggonfabrik AG, 1930            | Immatriculé sous le numéro : 50 87 93-37 209-4 D.                  | Hors service (en attente d'une restauration complète). |                                          |
| Fourgon Est Dqd no 26164               | Ateliers de construction du Nord de la France, 1913     | Classé MH (1987)                                                   | Hors service (en attente d'une restauration complète). |                                          |
| Fourgon PO OCEM no 25721               | De Dietrich, 1930                                       |                                                                    | Hors service (en attente d'une restauration complète). |                                          |

### Wagons de marchandises
| Wagons                          | Constructeurs et date         | Origine et informations techniques                             | État actuel  | Photo                                    |
| ------------------------------- | ----------------------------- | -------------------------------------------------------------- | ------------ | ---------------------------------------- |
| Wagon-tombereau Tms à 2 essieux | Constructeur et date inconnus | Équipé d'un bâchage mécanique, servant au stockage du charbon. | Opérationnel |                                          |
| Wagon-citerne USA dit « TP ».   | Constructeur inconnu, 1917    |                                                                | Hors service | Le wagon-citerne USA de 1917 dit « TP ». |

### Engins divers
| Engins                                  | Constructeurs et date         | Origine et informations techniques | État actuel    | Photo                                 |
| --------------------------------------- | ----------------------------- | --- | -------------- | ------------------------------------- |
| Grue ferroviaire de type BONDY GP4 no 1 | Ateliers de Bondy vers 1950   | Construite pour la SNCF 14,68 m, 32,2 t, vitesse maximum : 4 km/h Capacité de levage : 1,5 t Motorisation : Baudouin DB3 à 3 cylindres de 45 ch. | Opérationnelle | La grue à combustible type BONDY GP4. |
| Wagon-grue de type BONDY 3000           | Ateliers de Bondy, 1965       | Ex-SNCF de Saint-Pierre-des-Corps. Capacité de levage : 8 t Motorisation : 6 cylindres en ligne                                                  | Opérationnel   |                                       |
| Tender Baldwin 24 A 30                  | Constructeur et date inconnus | Tender provenant d'une 140 G. Utilisé comme réserve d'eau.                                                                                       | Hors service   | Le tenders 24 A 30 de réserve d'eau.  |
| Tender 18 B 579                         | Constructeur et date inconnus | Tender provenant d'une 140 C. Utilisé comme réserve d'eau.                                                                                       | Hors service   |                                       |